# José Gabriel Chaparro
Gabriel Chaparro (Tuluá, Colombia, 2 de julio de 1954- †ibidem 11 de julio de 2022) fue un exjugador de fútbol que se desempeñaba como defensa - lateral izquierdo, jugando la mayor parte de su carrera en América de Cali entre 1971 y 1986, a su retiro tenía disputados Liga 367 partidos y 9 goles anotados, también disputó 21 partidos por Copa Libertadores, siendo uno de los principales miembros clásicos del equipo escarlata.

## Trayectoria
Comenzó a jugar por diversión en los equipos aficionados de su natal Tuluá, donde llegó al Tánger de primera departamental y hacia 1972 integró la Selección Tuluá y ese mismo año vestiría la camiseta de la  Selección Valle dirigida por el maestro Edgar Mallarino que disputó los Juegos Deportivos Nacionales, en 1974 integró la Selección Colombia Juvenil que disputó el sudamericano de Chile; en 1975 llega al América de Cali entonces bajo la dirección del Yugoslavo Vilic Simo debutó por Liga el 16 de febrero de 1975 versus Deportes Tolima en condición de visitante,  en la primera fecha del campeonato, inicialmente se desempeñó como puntero izquierdo, luego fue líbero y a la llegada del Dr. Gabriel Ochoa se consolidó como lateral.
El 19 de diciembre de 1979 fue uno de los participantes del partido ante Unión Magdalena, que significó la primera estrella de América en la historia y disputó varias Copa Libertadores, así como también participó en el logro de los títulos comprendidos entre 1982-1985, a su retirada regreso a su natal Tuluá donde falleció a los 68 años de un ataque cardiaco.
Chaparro también fue parte de la Selección de fútbol de Colombia en la Copa América 1979 donde alcanzó a marcar un gol frente a Venezuela y participó de los cuatro juegos que disputó la selección.

## Clubes
| Club              | País     | Año       |
| ----------------- | -------- | --------- |
| América de Cali   | Colombia | 1975-1983 |
| Deportivo Pereira | Colombia | 1984      |
| América de Cali   | Colombia | 1985      |

## Palmarés

### Campeonatos nacionales
| Título           | Club            | País     | Año  |
| ---------------- | --------------- | -------- | ---- |
| Primera División | América de Cali | Colombia | 1979 |
| Primera División | América de Cali | Colombia | 1982 |
| Primera División | América de Cali | Colombia | 1983 |
| Primera División | América de Cali | Colombia | 1985 |

### Campeonatos internacionales
| Título             | Equipo          | País      | Año  |
| ------------------ | --------------- | --------- | ---- |
| Copa Simón Bolívar | América de Cali | Venezuela | 1975 |